# Cesara
Cesara es una localidad y comune italiana de la provincia de Verbano-Cusio-Ossola, región de Piamonte, con 604 habitantes.

## Evolución demográfica
| Gráfica de evolución demográfica de Cesara entre 1861 y 2001 |
|                                                              |
| Fuente ISTAT - elaboración gráfica de Wikipedia              |